# 2011年11月白令海氣旋
2011年11月白令海氣旋是阿拉斯加有氣象測站以來，影響最深的溫帶氣旋。2011年11月8日，美國氣象局對其發布劇烈天氣警告，並表示2011年11月白令海氣旋是白令海有紀錄以來最強的溫帶氣旋之一。

## 氣象歷史
2011年11月初期，一股溫帶低氣壓在西北太平洋發展。隨著系統迅速增強，該溫帶氣旋以每小時60英里（約為每小時97公里）的風速迅速向東北方移動，並於11月8日到達阿留申群島南部，中心最低氣壓預測為960百帕 。阿納德爾灣在當日下午9時（阿拉斯加時區）測得中心最低氣壓僅943百帕，並認定是自1974年11月嚴重影響阿拉斯加州諾姆的溫帶氣旋以來，影響該地區史上最強大的風暴之一。根據美國氣象局的預測，此系統將在科羅拉多州保持每小時80英里（約為每小時130公里）的最大持續風。在陸地略為減弱之後，此溫帶氣旋在11月9日上午9時（阿拉斯加時區）穿越楚科奇半島，並在當日晚間穿越楚科奇海往西北方移動。11月10日，美國氣象局對其發布最後一次警告，當時此氣旋在弗蘭格爾島北方約240公里處，中心最低氣壓約為975百帕。

## 事前防災
11月7日至11月8日，美國氣象局針對西阿拉斯加發布強風警報、土石流警報和暴風雨警報。在此溫帶氣旋侵襲前夕，基奈半島就有近7000人在前一周侵襲的風暴中受電力供應中斷影響。。阿拉斯加基瓦利納剛修完防浪牆以防止海水倒灌與長浪，此溫帶氣旋恰好成為該防浪牆的第一個防災考驗。若該防浪牆倒塌，阿拉斯加州當局將會立即撤離基瓦利納市民。此溫帶氣旋造成高達8-10英尺的瘋狗浪，美國海岸防衛隊出動直升機提供阿拉斯加西岸緊急救助 。
11月8日，尤納拉克利特的居民紛紛把窗戶釘上木板，美國國土安全部阿拉斯加分部亦協助阿拉斯加居民進行防災準備。

## 後續
美國氣象局預測在此溫帶氣旋之後將會有第二個溫帶氣旋生成，而第二個生成的溫帶氣旋並沒有造成重大損失。此溫帶氣旋消散後所形成的低壓區造成不列顛哥倫比亞省及美國西岸大雨。11月11日，美國氣象局向阿拉斯加西部地區發出強風警報和暴風雨警報，並針對阿拉斯加半島沿海發布洪水警報。 第二個生成的溫帶氣旋測得中心最低氣壓約為954百帕。事後，美國總統歐巴馬在12月22日針對此次造成的災害發表紀念演說。